# Василе Урсу
Василе Урсу (молд. Vasile Ursu; *1 серпня 1948, село Ратуш) — молдовський політик, займав посаду виконуючого обов'язки мера Кишинева (2005—2007), пізніше став Міністром транспорту і дорожнього будівництва (2007-2008).

## Виконувач обов'язків примара муніципія Кишиневу
У період між 2003 і 2005, Урсу був заступником примара Кишинева. 18 квітня 2005, примар Кишинева, Серафим Урекян, який був обраний депутатом Парламенту Республіки Молдова, вирішує відмовитися від посади мера Кишинева, стаючи депутатом Парламенту Республіки Молдова. 10 і 24 липня 2005 відбулася серія виборів, на посаду примара, але вони були визнані недійсними, оскільки явка становила менше 30 %. Урсу брав участь як незалежний кандидат на виборах 27 листопада і 11 грудня 2005 на посаду генерального примара Кишинева, але, хоча він отримав 46,66 % і 52,91 % голосів відповідно, його обрання було недійсним, оскільки явка становила 22,62 % виборців.

## Міністр транспорту і дорожнього будівництва
23 січня 2007 Президент Республіки Молдова Володимир Воронін підписав указ, згідно з яким Урсу був призначений на посаду міністра транспорту і дорожнього господарства. Новий міністр заявив, що його головним пріоритетом буде ремонт доріг. Після рішення уряду, Міністерство транспорту та дорожнього будівництва було скасовано, а Урсу відсторонений від посади 24 вересня 2008.

## Нагороди
Урсу нагороджений медалями
- «Meritul Civic» (1996);
- «Ordinul de Onoare» (2006);
- отримав почесне звання «Om emerit» (1 серпня 2008).

## Сімейний стан
Урсу одружений і має двох дітей.

## Володіння мовами
Урсу, крім румунської мови, вільно володіє російською та французькою мовою зі словником.